# Pterognathia crocodilus
Pterognathia crocodilus är en djurart som tillhör fylumet käkmaskar, och som beskrevs av Wolfgang Sterrer 1991. Pterognathia crocodilus ingår i släktet Pterognathia och familjen Pterognathiidae. Inga underarter finns listade i Catalogue of Life.